# Myrmarachne kuwagata
Myrmarachne kuwagata là một loài nhện trong họ Salticidae.
Loài này thuộc chi Myrmarachne. Myrmarachne kuwagata được Takeo Yaginuma miêu tả năm 1967.